# Boričevec Toplički
Boričevec Toplički is een plaats in de gemeente Varaždinske Toplice in de Kroatische provincie Varaždin. De plaats telt 38 inwoners (2001).